# Mariana Sadovska
Mariana Sadovska (Lviv, Ucraïna, 1972) és una actriu, cantant, música, artista d'estudi, compositora i etnògrafa musical ucraïnesa, resident a Colònia.